# Oskar Maaß
Oskar Maaß (* 23. September 1910 in Stettin; † 20. Dezember 1986) war ein deutscher Bauingenieur und Sportfunktionär.

## Werdegang
Maaß studierte Architektur und schloss als Regierungsbaumeister ab. 
1952 gründete er gemeinsam mit Otto Heinz Brandi und dem CSU-Bundstagsabgeordneten Richard Stücklen in Köln die BMS – Brandi-Maaß-Stücklen GmbH, ab 1956 BMS Ingenieurgesellschaft mbH & Co. KG, die zahlreiche Planungsaufträge für Bauten des Bundes ausführte. 
Als enger Vertrauter von Franz Kremer, dem Präsidenten des Fußballvereins 1. FC Köln, gehörte er von 1953 bis 1965 dem Vorstand und Ehrenrat und von 1965 bis 1968 dem Verwaltungsrat des Vereins an. Im August 1968 wurde er in Nachfolge von Übergangspräsident Werner Müller zum Präsidenten gewählt. Er blieb bis Oktober 1973 im Amt und wechselte dann wieder in den Verwaltungsrat, dessen Mitglied er bis 1986 war.
Er machte sich besonders um den Bau des Geißbockheims verdient. Während seiner Zeit als Präsident wurde das alte Müngersdorfer Stadion abgerissen und neu errichtet. In der Übergangszeit trug der Verein seine Heimspiele in der benachbarten Müngersdorfer Radrennbahn aus.